# Samantha Isler
Samantha Isler (ur. 26 października 1998) – amerykańska aktorka.
W 2009 roku jako dziecięca reporterka, brała udział w magazynie telewizji śniadaniowej Today. W latach 2013–2014 występowała jako Ellie w pierwszym sezonie serialu telewizyjnego wyprodukowanego przez NBC Sean Saves the World.

## Filmografia

### Filmy
- 2012: No One Knows jako Hannah (film krótkometrażowy)
- 2013: Home Run jako Kendricks
- 2014: Dig Two Graves jako Jake Mather
- 2016: Captain Fantastic jako Kielyr
- 2017: Gra o wszystko (Molly’s Game) jako nastoletnia Molly
- 2024: Breakup Season jako Cassie

### Seriale
- 2013–2014: Sean Saves the World jako Ellie Harrison
- 2015: Nie z tego świata (Supernatural) jako nastoletnia Amara
- 2016: Chirurdzy (Grey’s Anatomy) jako Maya Roberts